# Kaliumchromaat
Kaliumchromaat is een anorganische verbinding van chroom, met als brutoformule K2CrO4. Het is het kaliumzout van chroomzuur. De stof komt voor als een heldere gele, kristallijne vaste stof, die goed oplosbaar is in water.

## Synthese
Kaliumchromaat kan bereid worden door reactie van kaliumcarbonaat met kaliumdichromaat:
{\displaystyle {\ce {K2CO3 + K2Cr2O7 -> 2K2CrO4 + CO2}}}

## Toepassingen
Kaliumchromaat wordt in het laboratorium gebruikt als indicator bij de titratie van een zoutoplossing met behulp van zilvernitraat, om de chlorideconcentratie te bepalen. Bij het equivalentiepunt slaat het bruin-zwarte zilverchromaat neer in de oplossing.
Het kan ook gebruikt worden voor de bereiding van de pigmenten chroomgeel (lood(II)chromaat) en citroengeel (bariumchromaat), door menging van een oplossing van kaliumchromaat met een oplossing van respectievelijk lood(II)nitraat (Pb(NO3)2) of bariumnitraat (Ba(NO3)2):
{\displaystyle {\ce {Pb(NO3)2 + K2CrO4 -> PbCrO4 + 2KNO3}}}
{\displaystyle {\ce {Ba(NO3)2 + K2CrO4 -> BaCrO4 + 2KNO3}}}

## Toxicologie en veiligheid
Zoals andere zeswaardige chroomverbindingen is kaliumchromaat een giftige en milieugevaarlijke stof. Daarnaast is ze kankerverwekkend en mutageen.
Kaliumchromaat is een sterke oxidator en kan hevig tot explosief reageren met reductoren en met organische verbindingen.